# Albertville (Alabama)
Pour les articles homonymes, voir Albertville (homonymie).
La ville d'Albertville est une localité du comté de Marshall, dans l'État de l'Alabama, aux États-Unis. Sa population était de 21 556 habitants au recensement de 2010.

## Histoire
La ville a été nommée en l'honneur de Thomas A. Albert, un des premiers colons à l'origine de l'établissement en 1850 et qui a dirigé la ville jusqu'à sa mort en 1876. La ville est officiellement organisée en 1891. Elle fut endommagée par une tornade le 24 avril 1908, 15 personnes y trouvèrent la mort. Sa population a augmenté régulièrement, passant de 5 395 en 1950 à 8 272 en 1960 et à plus de 17 000 aujourd'hui.

## Géographie
Selon le Bureau du recensement des États-Unis, la ville a une superficie totale de 67,5 km² et s'élève de 332 mètres.
Albertville possède un aéroport (Albertville Regional Airport, FAA LID: 8A0).

## Démographie
| 1910  | 1920  | 1930  | 1940  | 1950  | 1960  | 1970  | 1980   |
| ----- | ----- | ----- | ----- | ----- | ----- | ----- | ------ |
| 1 544 | 1 666 | 2 716 | 3 651 | 5 397 | 8 250 | 9 963 | 12 039 |

| 1990   | 2000   | 2010   | - | - | - | - | - |
| ------ | ------ | ------ | - | - | - | - | - |
| 14 507 | 17 537 | 21 160 | - | - | - | - | - |